# Estació de Muntaner
Muntaner és una estació de la línia 6 del metro de Barcelona i de les línies suburbanes S1 i S2 a la línia ferroviària Barcelona-Vallès de la xarxa de Ferrocarrils de la Generalitat de Catalunya (FGC), situada al districte de Sarrià - Sant Gervasi de Barcelona.
L'estació original data de 1908, encara que els trens ja circulaven des de 1863. Se situava en una zona en trinxera, amb un petit edifici de viatgers al pas superior del carrer Muntaner, i disposava d'andanes laterals de 50 metres de longitud, accessibles per mitjà d'unes escales. El soterrament de la línia fins les Tres Torres entra en servei el 1952, mentre que la nova estació subterrània de Muntaner es va inaugurar el 1953. Aquesta és la que avui es conserva, i consta de tres andanes tipus Barcelona (dues laterals i una central). Disposa de dos accessos amb vestíbuls independents, un per cada extrem de les andanes. Les instal·lacions estan totalment adaptades a PMR, ja que compta ascensors que comuniquen l'exterior amb vestíbul del carrer Santaló i les dues andanes laterals.
L'any 2016 va registrar l'entrada de 2.782.447 passatgers.

## Serveis ferroviaris
| Línia Barcelona-Vallès de FGC |              |                         |             |                        |
| Procedència/Destinació        | <            | Línia                   | >           | Procedència/Destinació |
| Barcelona - Pl. Catalunya     | Sant Gervasi |                         | La Bonanova | Sarrià                 |
| Barcelona - Pl. Catalunya     | Sant Gervasi | Terrassa Nacions Unides | La Bonanova |                        |
| Barcelona - Pl. Catalunya     | Sant Gervasi | Sabadell Parc del Nord  | La Bonanova |                        |

## Accessos
- Via Augusta - carrer Muntaner
- Via Augusta - carrer Santaló (accés amb ascensor)